# 和合村 (岐阜県稲葉郡)
和合村（わごうむら）は、かって岐阜県稲葉郡にあった村である。
現在の各務原市蘇原地区の中央部に該当する。
蘇原村発足後は、旧・和合村の地区に蘇原尋常高等小学校（現・各務原市立蘇原第一小学校）の移転が行われた。

## 歴史
- 1875年（明治8年）1月 - 各務郡坂井村、東島村、熊田村、東門村、野口村が合併し発足[2]。
- 1889年（明治22年）7月1日 - 町村制により和合村が発足。
- 1897年（明治30年）4月1日[3] - 厚見郡、各務郡、方県郡の一部が合併し、稲葉郡となる。和合村は稲葉郡の村となる。
- 1897年（明治30年）4月1日 - 伊飛島村、三柿野村、大宮村、古市場村、持田村と合併し蘇原村が発足。同日和合村廃止。

## 学校
- 蘇原尋常高等小学校のこの地区への移転は1908年（明治41年）であり、和合村での単独の学校はなく、古市場村の古市場尋常高等小学校（現・各務原市立蘇原第一小学校）への通学であった。